# Didier-Grégoire Trincano
Didier-Grégoire Trincano (1719-1792) fue un ingeniero nacido en Vaux, Francia, y también tratadista militar, profesor de matemáticas y de fortificación de la Escuela Militar, de los pages de la Cámara del Rey y asociado de la Academia de Angers y del Museo de París.
Trincano (Didier-Grégoire) 70. M. du R. 1786.....500. Sans retenue; en considèration de ses services en qualite de Maitre de Mathématiques des pages de la chambre du Roi (cita de la obra "État nominatif des pensions sur le trésor royal", París: Impr. nation., 1791).

## Biografía
Didier-Grégoire, nació en Vaux, bailía de Besançon, donde ejercía su jurisdicción el baile o Juez Real, y fue hijo de un vendedor ambulante, aunque él pretendía ser descendiente de una antigua y noble familia del Milanez; mas el P. Dunand, erudito en genealogía, no encontró fundamento en las pretensiones de Didier-Grégoire.
Didier-Grégoire encontró los medios para estudiar matemáticas e hizo rápidos progresos y obtuvo la plaza de profesor en la escuela de artillería de Besançon, y sirvió como ingeniero en el sitio de Friburgo (1744),   y en el sitio de Berg-op-Zoom, en 1747.*{ref>Nuñez de Taobada, M.E (1846). Diccionario francés-español (en ; español-francés). París: CH. Fouraut.
Con la llegada de la paz, recuperó sus funciones como profesor suplente y el tiempo que pasó en el ejército le sirvió para mejorar su instrucción, y en 1754 envió a la Academia de Besançon una Memoria sobre la siguiente cuestión: "Cual sería la manera más económica de fabricar sal en el Franco-Condado".
Diez años después, el dey de Túnez, demandó ingenieros franceses y Didier-Grégoire fue enviado y fortificó la villa de Kairuán, y a su regreso a Francia fue nombrado profesor de matemáticas de caballeros y pajes y estableció en Versalles una escuela para estudiantes distinguidos, entre quienes estaba su hijo, y M. Richer, hábil constructor de instrumentos de física.
Didier-Grégoire dejó varias obras militares, hablando en una de ellas de la necesidad de un maestro de matemáticas para la infantería y en otra presenta nuevos sistemas imaginados para el ataque y defensa de plazas que consideraba preferibles a las de Cohorn y Vauban; pero algunos no opinaban lo mismo y recibió una crítica fuerte en la '"Lettre d'un ingénieur a un de ses amis", Ámsterdam, 1799, in 12.º, respondida por él en la segunda edición de su obra sobre fortificación.
El citado hijo llamado Louis-Charles-Victoire, nacido en 1754, estudiante como se ha dicho en la escuela de Versalles,  recibió una oficina de la guerra, que aprovechó para estudiar derecho y ser  abogado del Parlamento, teniendo una muerte prematura por una pequeña viruela a los 30 años, que envenenó el ánimo de Didier-Grégoire, su padre, y junto al malhumor que le produjo las primeras escenas de la Revolución Francesa, le llevaron a la muerte en 1792.
Louis-Charles-Victoire siguió los pasos de su padre y dejó escritas las siguientes obras: "Nouveau système d'ordre renforcé" en los elementos de fortificación de su padre, "Mémoire sur les logarithmes et quantités négatives", y "Réponse aux observations de M. l'abbé du Sapt sur le plan d'étude de M. Gaultier", París, 1768, in 12.º.

## Obras
- Discours sur les fortifications, Besançon, 1755, in 4.º.
- Éléments de fortification, fortification irréguliére, fortification de campagne, mines, components, retraschements, travaux de siége, de l'attaque et de la défense des plaçes, París, 1768, 1778, 1786, 2 vols.
- Traité complet d'arithmétique, París, 1781, in 8.º.